# Михайлова, Полина Юрьевна
Полина Юрьевна Михайлова (род. 31 августа 1986, Ленинград) — российская спортсменка, игрок в настольный теннис, член национальной сборной России. Четырёхкратная бронзовая призёрка чемпионатов Европы, двукратная чемпионка России в одиночном разряде. Мастер спорта России международного класса.

## Биография
В настольный теннис Полину Михайлову привела мать. В начале спортсменка параллельно занималась двумя видами спорта — плаванием и настольным теннисом, но в возрасте 11 лет полностью переключилась на настольный теннис. Первые несколько лет тренировок Полина Михайлова была игроком атакующего стиля, и лишь потом переключилась на защитный стиль игры.

## Стиль игры
Правша, использует европейскую хватку, играет в защитно-контратакующем стиле. Инвентарь спортсменки: справа накладка Butterfly Tenergy 64 с толщиной 1.9 мм, слева накладка с короткими шипами Butterfly Challenger Attack с толщиной 1.7 мм.

## Спортивные достижения
Самой высокой позицией в мировом рейтинге Международной федерации настольного тенниса (ITTF) было 34 место в июне 2016 года.

### Олимпийские игры
В апреле 2016 года на европейской олимпийской квалификации Полина Михайлова завоевала право участвовать в летних Олимпийских играх 2016 года, однако проиграла первую же встречу Виктории Павлович и выбыла из соревнований.
Участница Олимпийских игр 2020.

### Мировой тур ITTF
В 2012 году Полина Михайлова выиграла в одиночном разряде этап мирового тура ITTF в Минске. В 2016 году в паре с Марией Долгих стала победительницей этапа Мирового тура в Словении в парном разряде.
В 2019 году Полина Михайлова выиграла в одиночном разряде этап «ITTF Challenge Series» в Лагосе, Нигерия, и там же стала победительницей в парном разряде вместе с Яной Носковой.

### Чемпионаты Европы
На чемпионате Европы 2015 года в Екатеринбурге Полина Михайлова стала бронзовым призёром в одиночном разряде.
Полина Михайлова трижды становилась бронзовым призёром в командном разряде на европейских чемпионатах — в 2013, 2015 и 2017 годах. Вместе с ней в 2013 году за российскую команду играли Яна Носкова, Елена Трошнева, Анна Тихомирова и Ольга Баранова. В 2015 году в состав команды помимо Полины Михайловой входили Яна Носкова, Анна Тихомирова, Мария Долгих и Юлия Прохорова. В 2017 году в состав команды входили Ольга Воробьева, Екатерина Гусева, Яна Носкова и Мария Тайлакова.

### Чемпионаты России
Полина Михайлова дважды становилась чемпионкой России в одиночном разряде. Впервые она завоевала золотую медаль в 2013 году на чемпионате России, проходившем в Санкт-Петербурге. Затем в 2018 году она вновь стала первой на чемпионате России в Пензе. Также Полина Михайлова является неоднократным призёром чемпионатов России в командном разряде (в составе команды Санкт-Петербурга), в парном разряде (вместе Марией Долгих) и в миксте (вместе с Вячеславом Буровым).
| Разряды | Одиночный  | Парный     | Микст      | Командный |
| ------- | ---------- | ---------- | ---------- | --------- |
| 2010    | 13-е место | Серебро    |            |           |
| 2011    | 7-е место  | Бронза     | Бронза     |           |
| 2012    | Серебро    | Бронза     | Бронза     | Серебро   |
| 2013    | Золото     | Бронза     | 9—16 место | Серебро   |
| 2014    | Серебро    | 9—16 место |            | Серебро   |
| 2015    | 5—8 место  | 5—8 место  | 9—16 место | Бронза    |
| 2016    | Серебро    |            |            | Бронза    |
| 2017    |            |            |            | Бронза    |
| 2018    | Золото     |            |            | Бронза    |
| 2019    | Бронза     |            |            |           |